# لوکا مارونه
لوکا مارونه (ایتالیایی: Luca Marrone؛ زادهٔ ۲۸ مارس ۱۹۹۰) بازیکن فوتبال اهل ایتالیا است.